# Gino Sovran
Gino Sovran (Windsor, 17 dicembre 1924 – Troy, 26 giugno 2016) è stato un cestista canadese, professionista nella NBA.